# Daewoo Motors

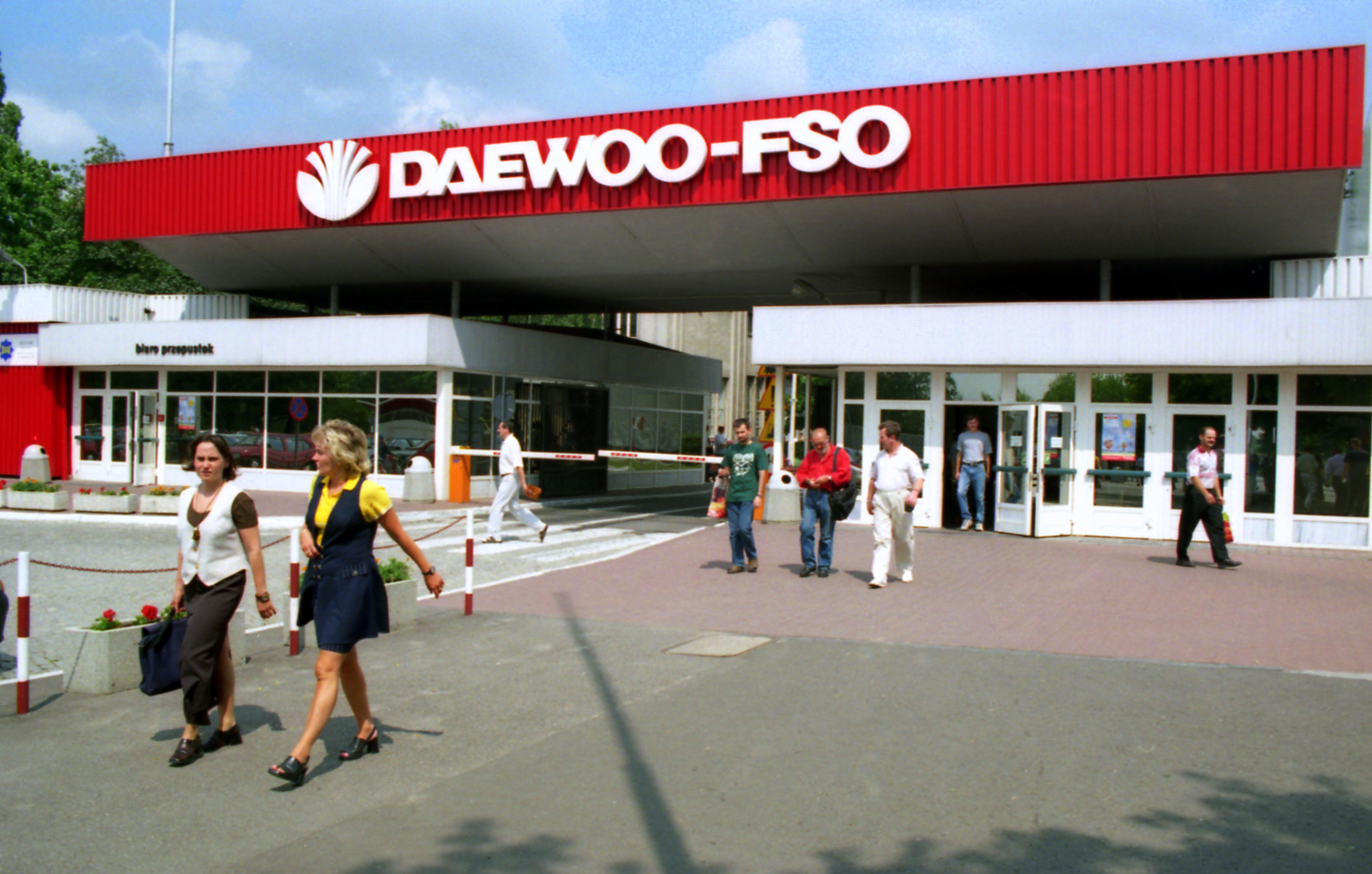
Fabryka Daewoo-FSO w Warszawie

Daewoo Motor Company (kor. 대우자동차}]) – dawny południowokoreański producent samochodów osobowych, użytkowych i autobusów, z siedzibą w Inczonie, działający w latach 1983–2011. Należał do amerykańskiego koncernu General Motors.

## Portfolio Daewoo Motors

### 100% akcji
- Automobile Craiova – rumuński producent samochodów należący do Daewoo Motors w latach 1994–2006,
- Avia – czeski producent ciężarówek i autobusów należący do Daewoo Motors w latach 1995–2006,
- FSO – polski producent samochodów należący do Daewoo Motors w latach 1996–2004,
- FS Lublin – polski producent samochodów dostawczych należący do Daewoo Motors w latach 1995–2001,
- SsangYong – południowokoreański producent SUV-ów należący do Daewoo Motors w latach 1998–2000.

### Joint ventures
- AvtoZAZ – ukraiński producent samochodów, w joint venture z Daewoo Motors w latach 1998–2003,
- LDV – brytyjski producent samochodów dostawczych, w joint venture z Daewoo Motors w latach 1995–1999,
- UzDaewooAuto – uzbecki producent samochodów, w joint venture z Daewoo Motors w latach 1992–2008.

## Historia

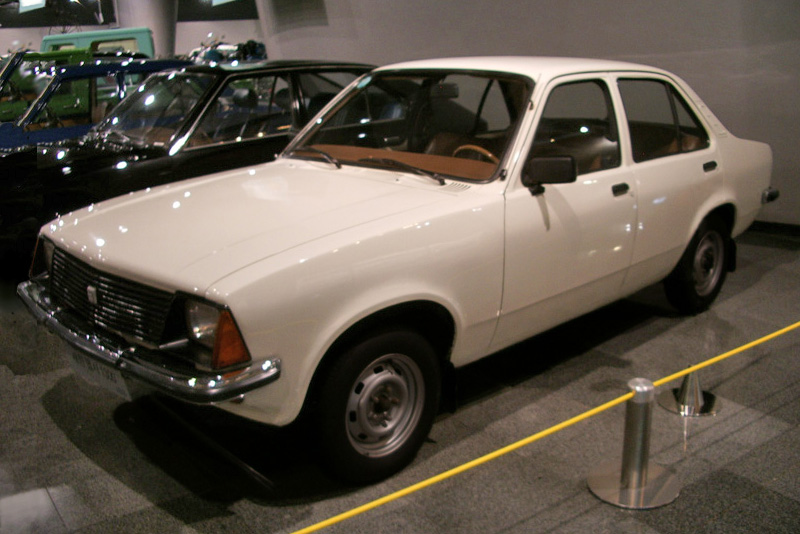
Maepsy z 1983 roku, pierwszy pojazd marki Daewoo

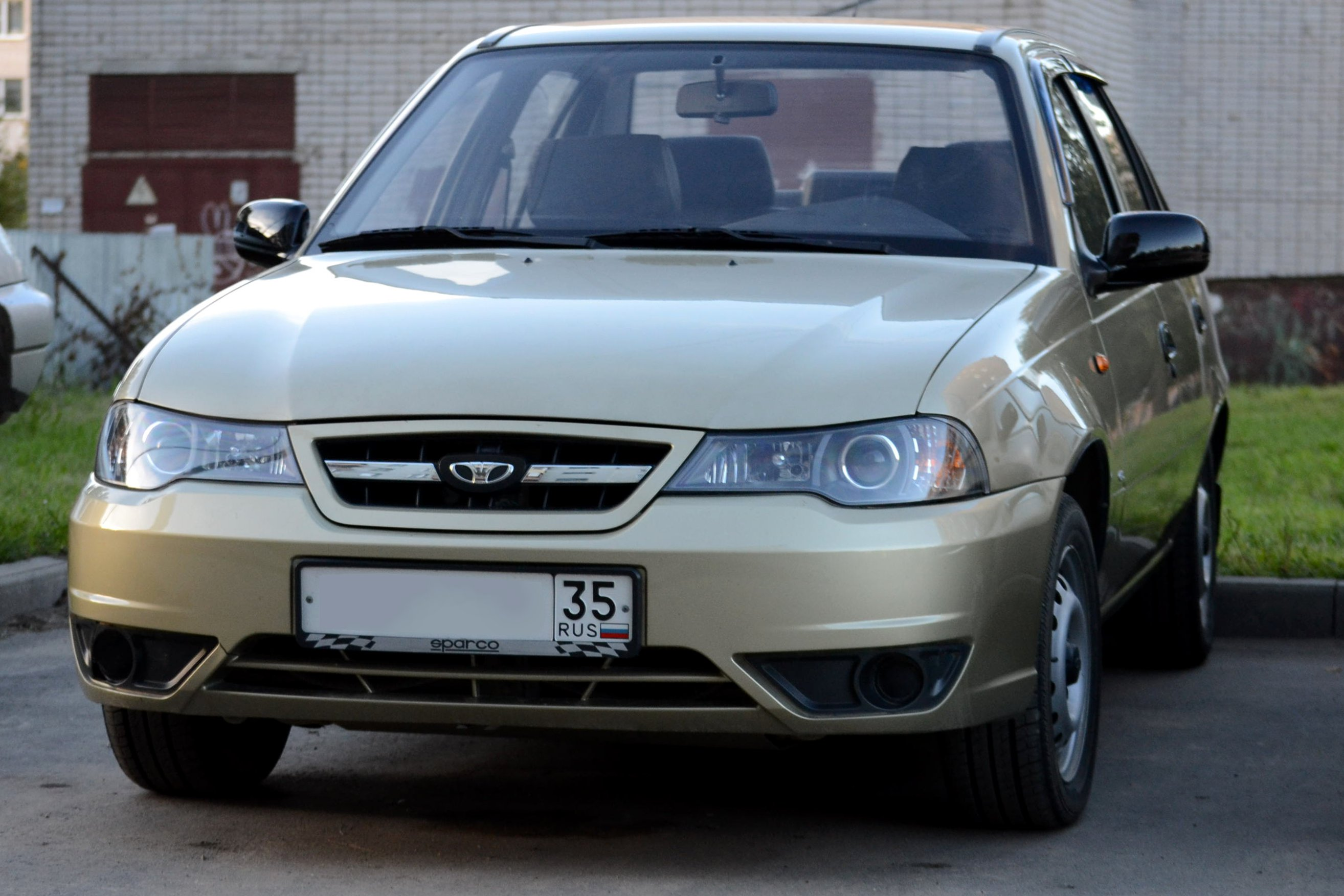
Nexia II z lat 2008–2016, ostatni model marki Daewoo w historii

Południowokoreański multibranżowy konglomerat Daewoo Group w grudniu 1982 roku zdecydował się wkroczyć również do sektora motoryzacyjnego, kupując lokalne przedsiębiorstwo motoryzacyjne Saehan Motors, pozostające w ścisłej współpracy z amerykańskim General Motors. Już na początku kolejnego roku, w 1983, Daewoo Group zdecydowało się zmienić nazwę motoryzacyjnego producenta na Daewoo Motors. Dwoma pierwszymi modelami nowej marki stały się konstrukcje wywodzące się z portfolio Saehana, sedany Maepsy i Royale.
Prezentując kolejne modele poszerzające portfolio modelowe Daewoo, producent korzystał z technologii General Motors zapożyczonej od europejskiego Opla, a także porozumiał się z producentami japońskimi w celu opracowania niewielkiego Tico (na bazie Suzuki Alto) oraz topowej limuzyny Arcadia (bliźniaczej wobec modelu Honda Legend).
Przez pierwszą dekadę rynkowej obecności Daewoo pozostawało marką lokalną, obecną wyłącznie na rynku Korei Południowej, z kolei w połowie lat 90. XX wieku producent rozpoczął globalną ekspansję zainspirowaną polityką macierzystego Daewoo Group. Najpierw operacje rozwinięto w Europie Zachodniej, w 1996 roku poszerzono zasięg m.in. o Polskę, a do końca lat 90. producent oferował samochody także w obu Amerykach, rynkach azjatyckich oraz Australii.
W 1996 roku Daewoo przedstawiło swój pierwszy samochód skonstruowany samodzielnie, bez wykorzystania gotowej technologii innych producentów – miejski model Lanos, wkrótce modernizując i poszerzając gamę o kolejne pojazdy konkurujące z konstrukcjami japońskimi i europejskimi. W 1998 roku gamę Daewoo urozmaiciły także pierwsze dwa SUV-y w związku z przejęciem firmy SsangYong i przemianowaniem jej produktów.

### Po upadku Daewoo Group
Intensywny rozwój Daewoo Motors pokrył się z głębokim kryzysem finansowym macierzystego Daewoo Group, które po wielomilionowych stratach ogłosiło ostatecznie bankructwo w listopadzie 1999 roku. Motoryzacyjna filia została wystawiona na sprzedaż, stając się ostatecznie własnością dawnego partnera – amerykańskiego General Motors, które nabyło Daewoo Motors we wrześniu 2001 roku. Nowy właściciel zapewnił środki na dalszy rozwój oferty, modernizując kluczowe produkty.
Pierwsza połowa XXI wieku przyniosła stopniowe okrajanie globalnej obecności Daewoo. W 2002 roku wycofano się z Ameryki Północnej, z kolei w 2004 roku General Motors podjęło decyzję o przemianowaniu produktów przedsiębiorstwa na Chevrolety na rynku europejskim oraz Holdeny w Australii i Nowej Zelandii.
Ostatnimi rynkami w kolejnych latach XXI wieku, na których Daewoo sprzedawało swoje produkty, była Korea Południowa, gdzie obecne było do 2011 roku (stając się potem Chevroletem) oraz Uzbekistan, gdzie w 2016 roku zakończyła się produkcja ostatniego samochodu noszącego znaczek Daewoo – modelu Nexia II. Tym samym, marka samochodów Daewoo przeszła do historii.

## Daewoo w Korei Południowej

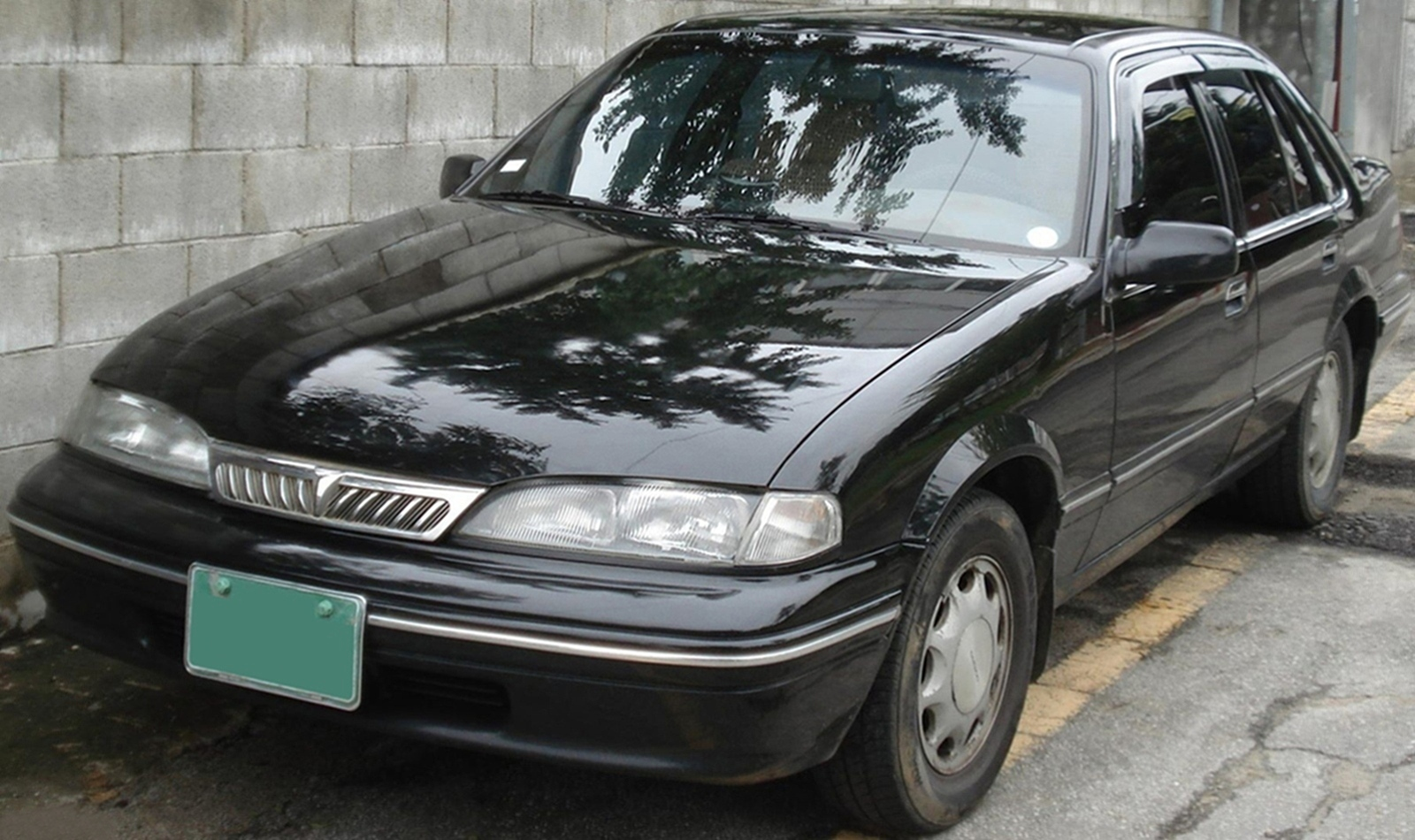
Daewoo Prince

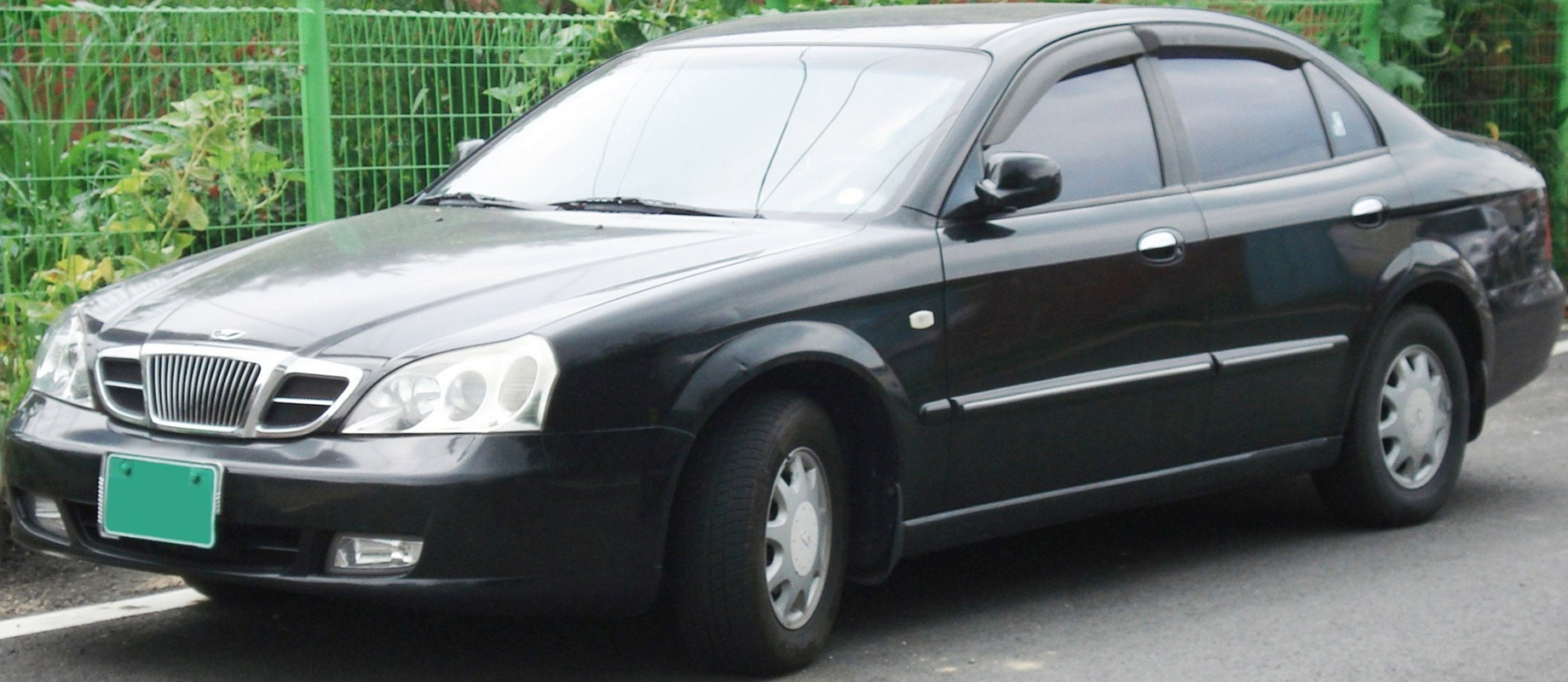
Daewoo Magnus

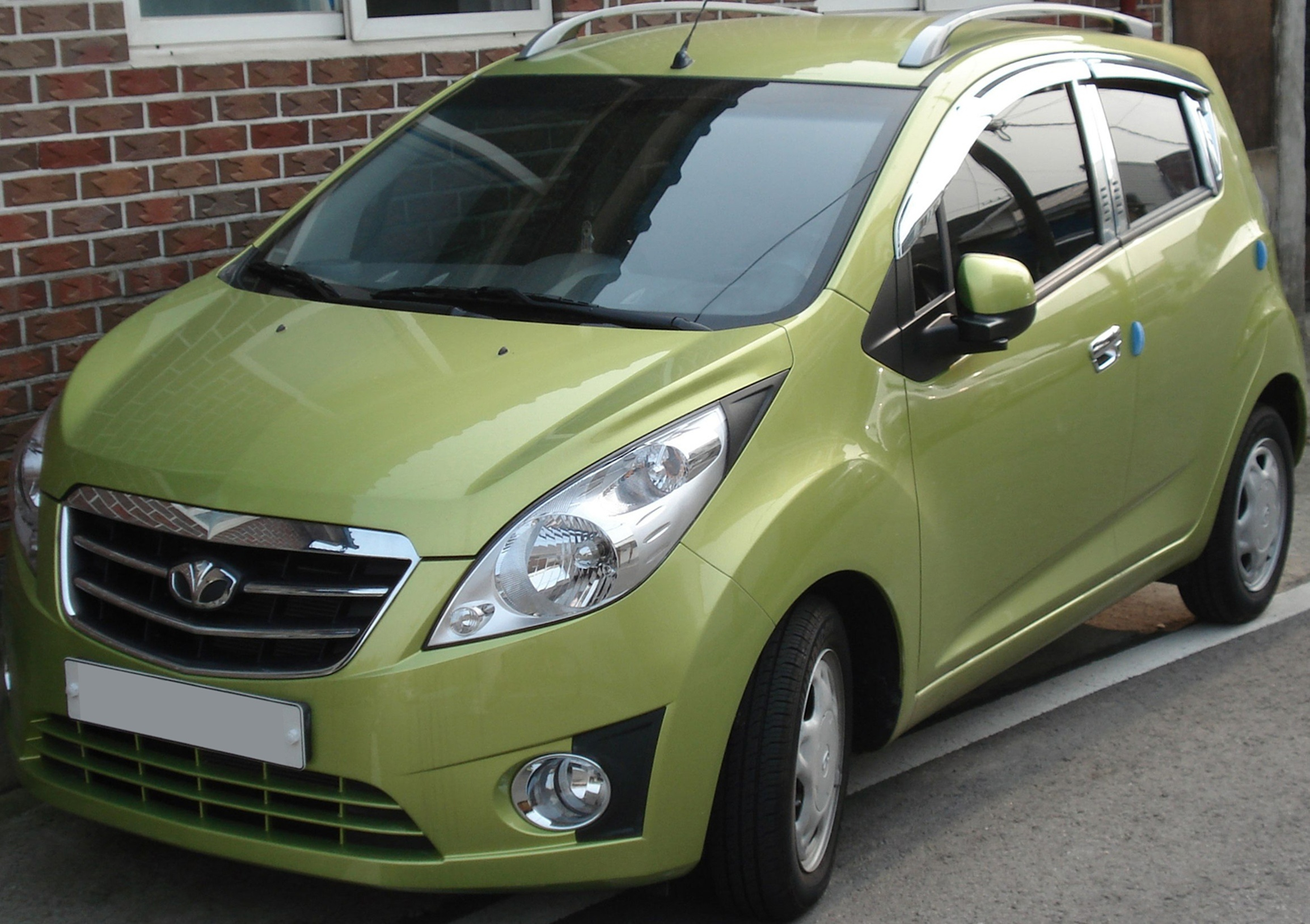
Daewoo Matiz Creative

W ciągu pierwszych 10 lat istnienia marki Daewoo, była ona obecna wyłącznie na rodzimym rynku południowokoreańskim. Początkowo oferta składała się z pojazdów opartych na bazie Opli, na czele z modelem Racer będącym bliźniaczą odmianą europejskiego Opla Kadetta i Vauxhalla Astry, a także oferowanego w Ameryce Północnej Pontiaka LeMans.
Po prezentacji modelu Lanos, producent skoncentrował się na samodzielnych konstrukcjach, ujednolicając swoją ofertę do rynków globalnych. Gdy General Motors okroiło obecność Daewoo na świecie lub przemianowało ofertę na lepiej rozpoznawalne lokalnie marki w pierwszej połowie lat 00. XXI wieku, marka pozostała na lokalnym rynku, łącząc w swoim portfolio nie tylko produkty Chevroleta, ale także Holdena czy Opla.
Ostatnim nowym modelem w Korei Południowej pod marką Daewoo był miejski model Matiz Creative zaprezentowany w 2009 roku, odpowiadający globalnemu modelowi Chevrolet Spark. Dwa lata później, w 2011 roku, General Motors zdecydowało się przemianować Daewoo na Chevroleta.

### Historyczne
- Maepsy (1983–1986)
- Max (1983–1986)
- Vanette (1987–1992)
- Royale (1983–1993)
- Imperial (1983–1993)
- LeMans (1986–1994)
- Espero (1990–1997)
- Prince (1991–1997)
- Brougham (1991–1997)
- Super Salon (1991–1997)
- Cielo (1994–1997)
- Arcadia (1994–1999)
- Tico (1991–2001)
- Speedster (2000)
- Korando (1999–2001)
- Musso (1999–2001)
- Lanos (1996–2002)
- Leganza (1997–2002)
- Nubira (1997–2002)
- Chairman (1998–2005)
- Magnus (2000–2006)
- Statesman (2004–2006)
- Kalos (2002–2007)
- Rezzo (2000–2008)
- Matiz (1998–2009)
- Lacetti (2002–2009)
- G2X (2007–2009)
- Damas (1991–2011)
- Labo (1991–2011)
- Gentra (2005–2011)
- Tosca (2006–2011)
- Winstorm (2006–2011)
- Winstorm MaXX (2006–2011)
- Gentra X (2007–2011)
- Lacetti Premiere (2008–2011)
- Veritas (2008–2011)
- Matiz Creative (2009–2011)

## Daewoo w Europie

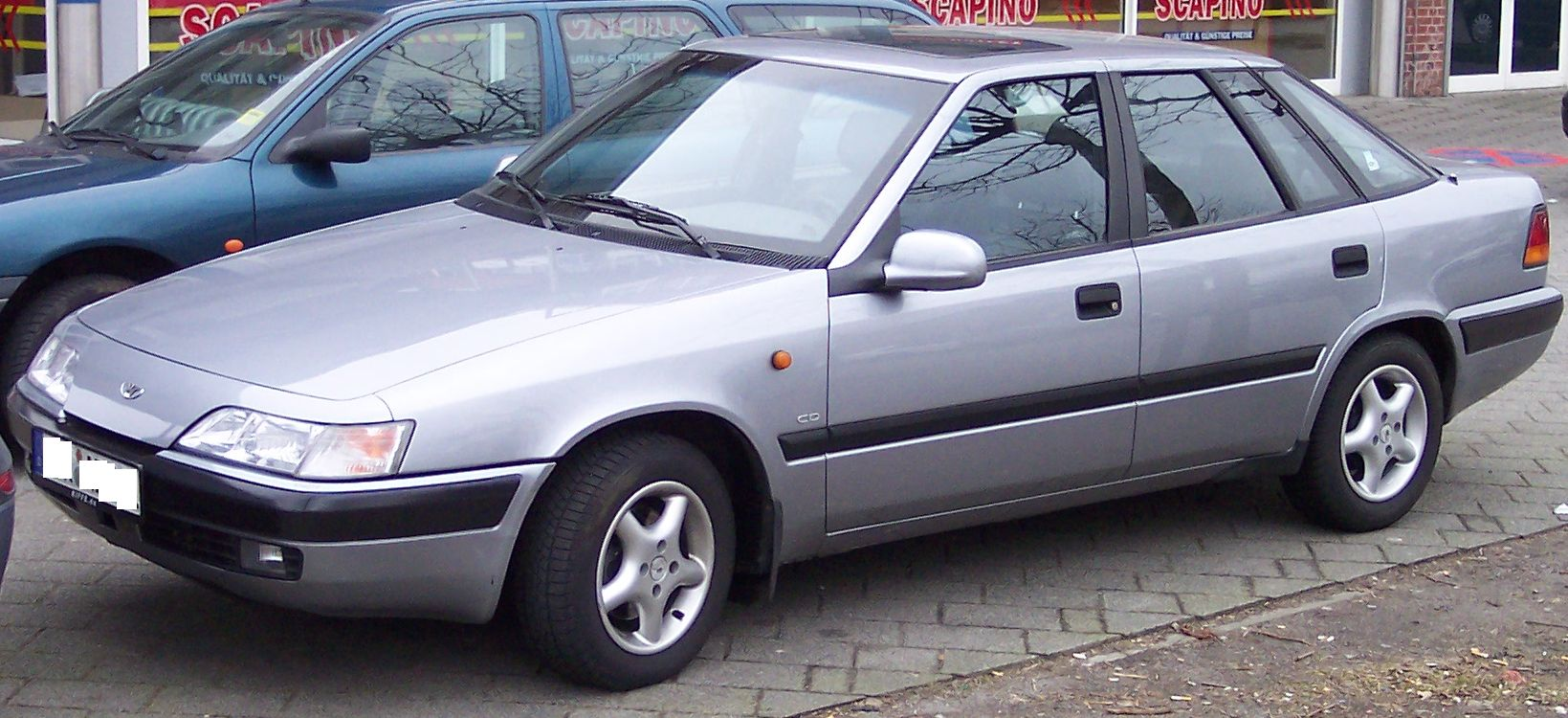
Daewoo Espero

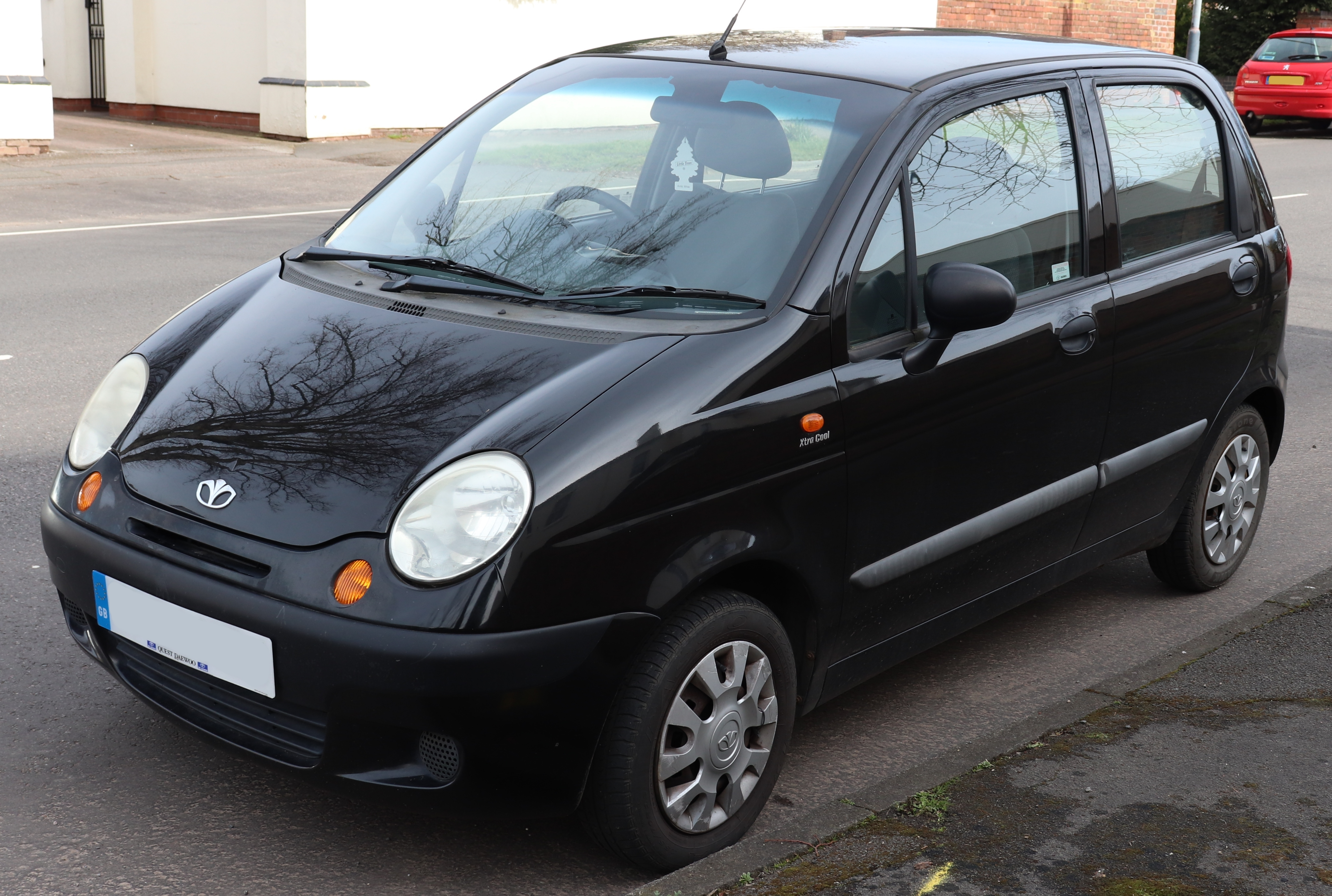
Daewoo Matiz II

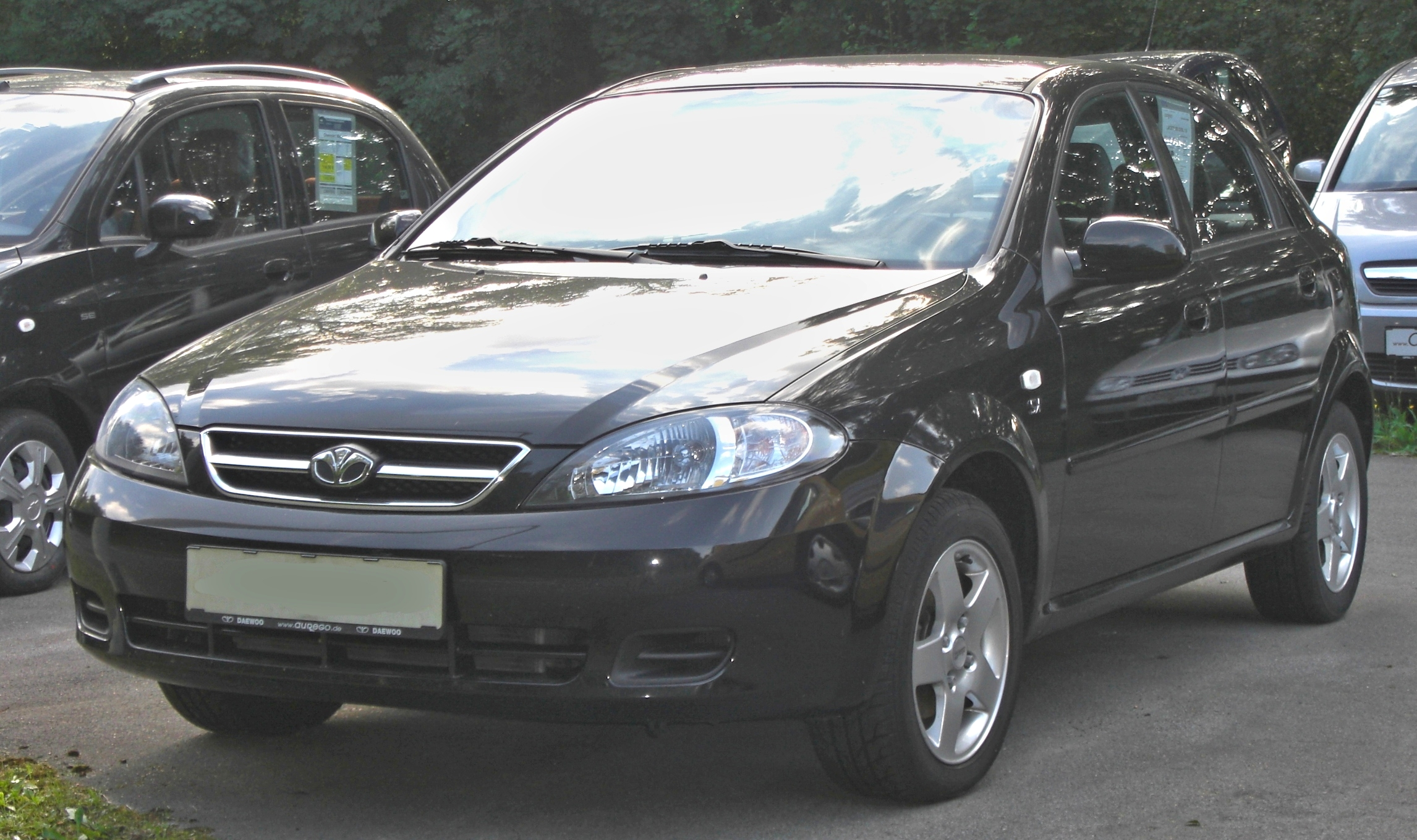
Daewoo Lacetti

W ramach globalnej ekspansji koncernu Daewoo Group, południowokoreański konglomerat zdecydował się poszerzyć także zasięg rynkowy swojej motoryzacyjnej filii. W 1995 roku Daewoo Motors zadebiutowało na rynkach Europy Zachodniej, wkraczając m.in. do Wielkiej Brytanii.
W kolejnych latach oferta w tym regionie znacznie różniła się m.in. od Polski czy Rumunii, gdzie dłużej w sprzedaży pozostał model Matiz w wersji sprzed modernizacji, a także nieznane modele konstrukcji FSO. Tylko w tym rejonie Europy zadebiutowały też nowe modele Daewoo opracowane we współpracy z Giugiaro, jak np. Kalos czy Lacetti.
W 2004 roku General Motors zdecydowało się wycofać z całej Europy markę Daewoo, przemianowując wszystkie jej dotychczasowe produkty na Chevrolety.

### Historyczne
- Racer (1988–1994)
- Nexia (1994–1997)
- Espero (1995–1997)
- Tico (1996–2001)
- Korando (1999–2001)
- Musso (1999–2001)
- Lanos (1997–2002)
- Leganza (1997–2002)
- Nubira (1997–2004)
- Matiz (1998–2004)
- Rezzo (2000–2004)
- Kalos (2002–2004)
- Evanda (2002–2004)
- Lacetti (2003–2004)

### Daewoo w Polsce

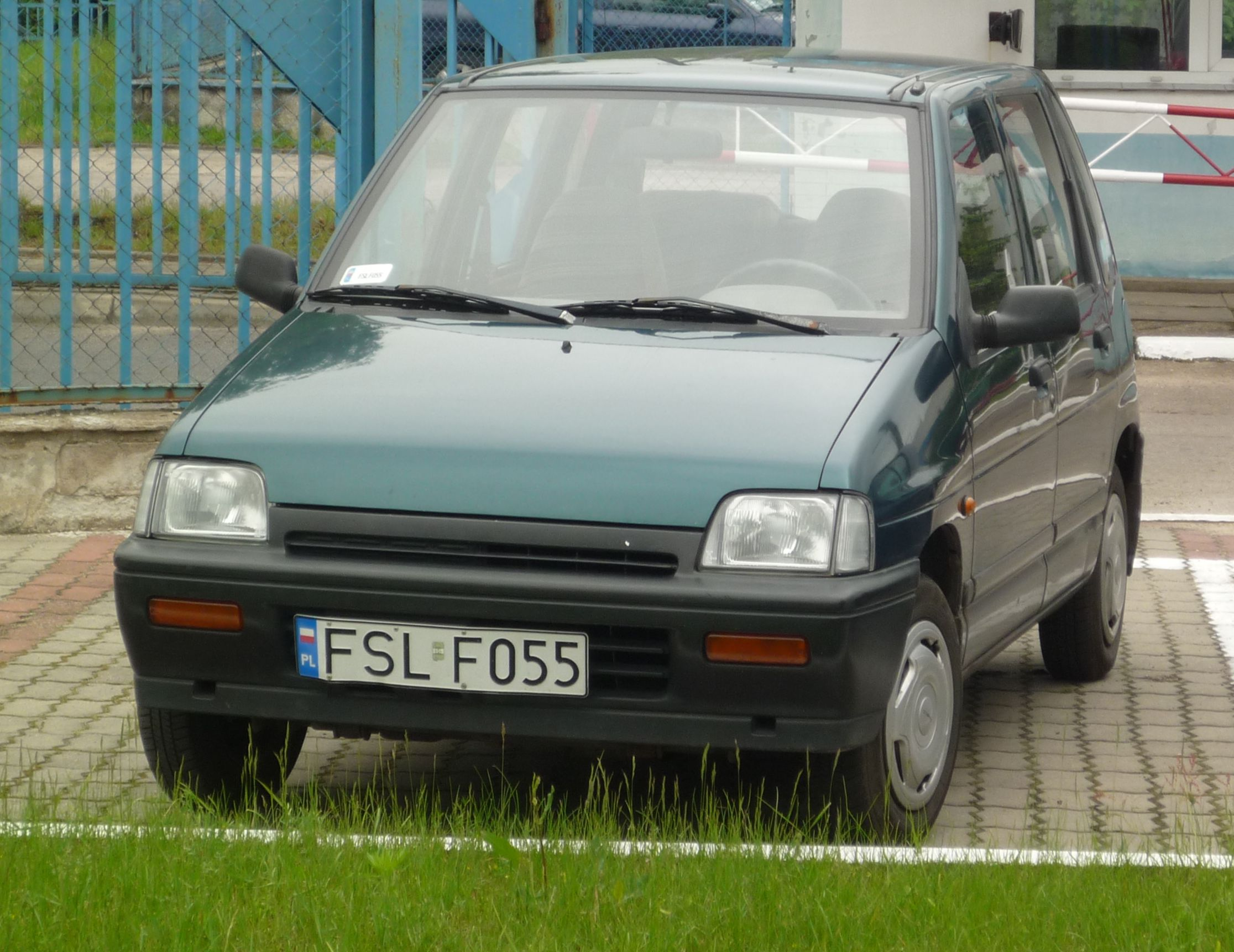
Daewoo Tico

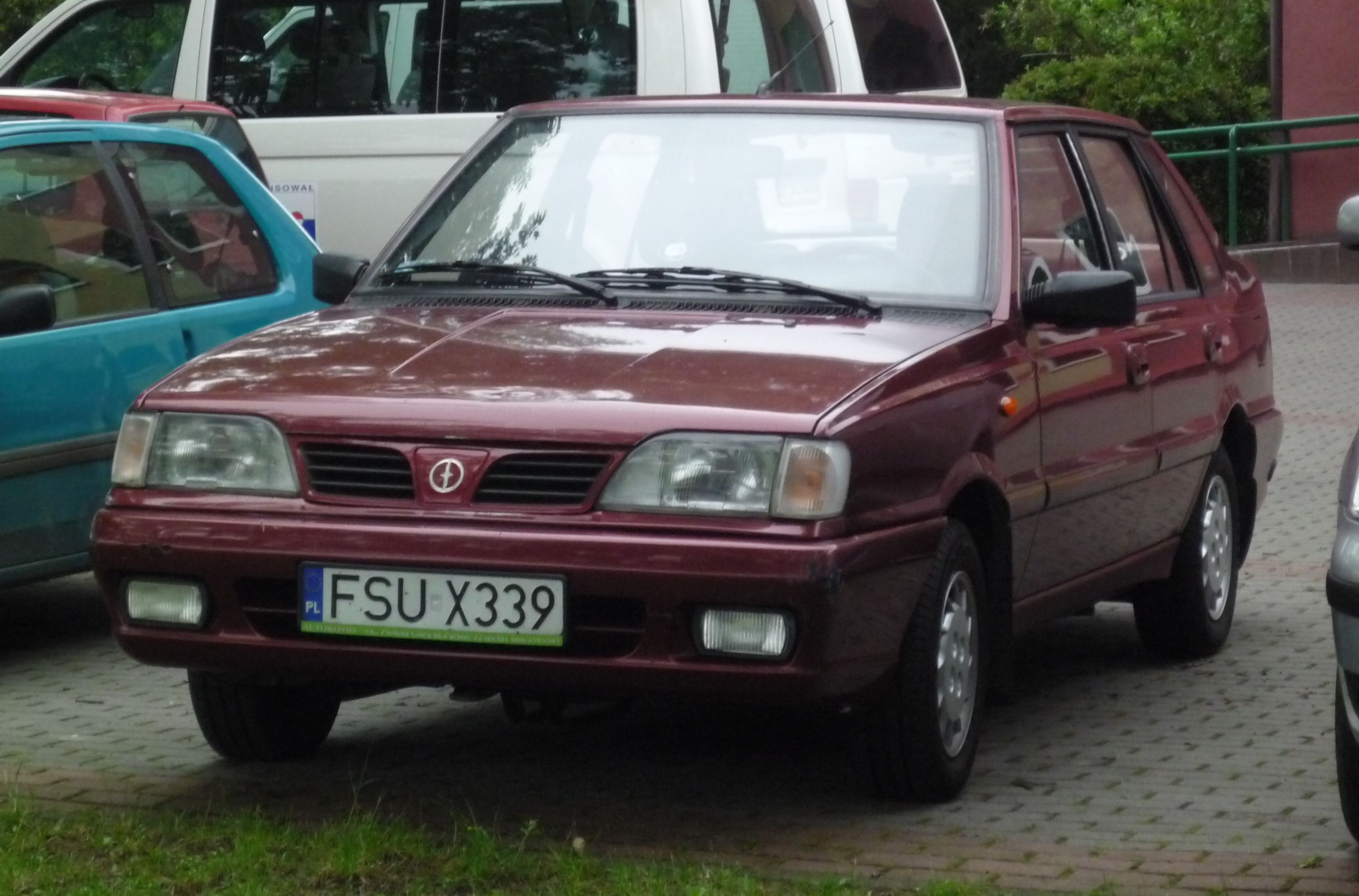
Daewoo-FSO Polonez Atu Plus

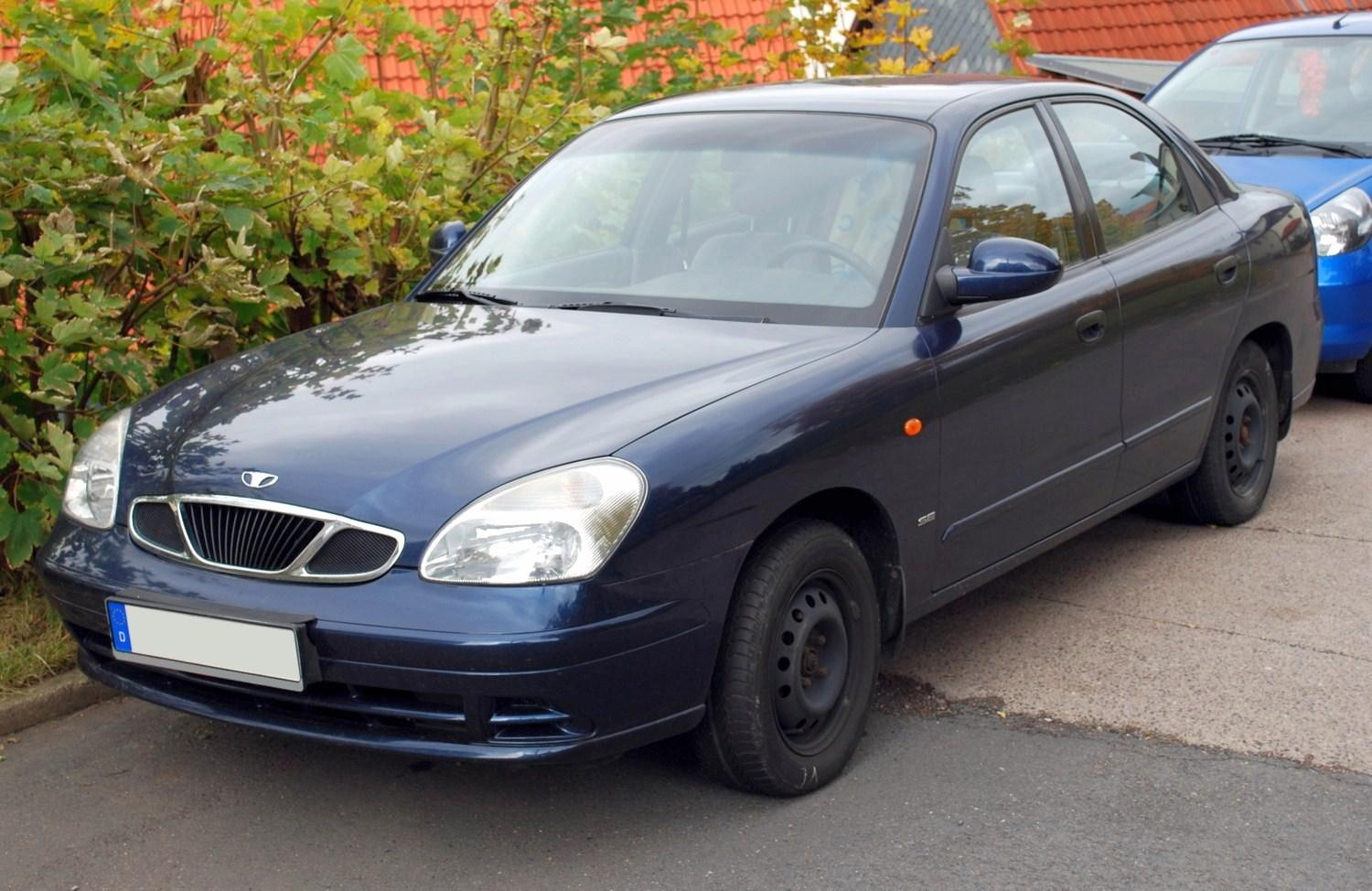
Daewoo Nubira

Daewoo wkroczyło na polski rynek rok po debiucie w Europie Zachodniej, w 1996 roku. W Polsce pojazdy tej marki były produkowane i sprzedawane przez Daewoo Motor Polska w Lublinie (Nexia) i Daewoo-FSO w Warszawie (Espero, Matiz, Nubira, Lanos, Leganza). Ofertę urozmaicały polskie konstrukcje jak Daewoo Lublin czy nieoferowane w Europie Zachodniej Daewoo-FSO Polonezy serii „Plus”.
Po ogłoszeniu upadłości przedsiębiorstwa i zajęciu tej spółki przez amerykańskiego Chevroleta, w Polsce, Matiz i Lanos produkowane były przez FSO S.A. pod własną marką.
W Polsce łącznie wyprodukowano 843 000 samochodów marki Daewoo, natomiast sprzedano 557 135 szt. Do dziś po polskich drogach jeździ 283 539 samochodów tej marki.

### Historyczne
- Nexia (1995–1998)
- Espero (1996–1999)
- Lublin (1996–2001)
- Tico (1996–2001)
- Honker (1996–2001)
- Korando (1998–2000)
- Musso (1998–2001)
- Polonez Cargo Plus (1998–2001)
- Leganza (1997–2001)
- Tacuma (2000–2001)
- Polonez Caro Plus (1997–2002)
- Polonez Atu Plus (1997–2002)
- Polonez Kombi (1999–2002)
- Polonez Truck Plus (1997–2003)
- Nubira (1997–2003)
- Lanos (1997–2004)
- Matiz (1998–2004)

## Daewoo w Ameryce Północnej

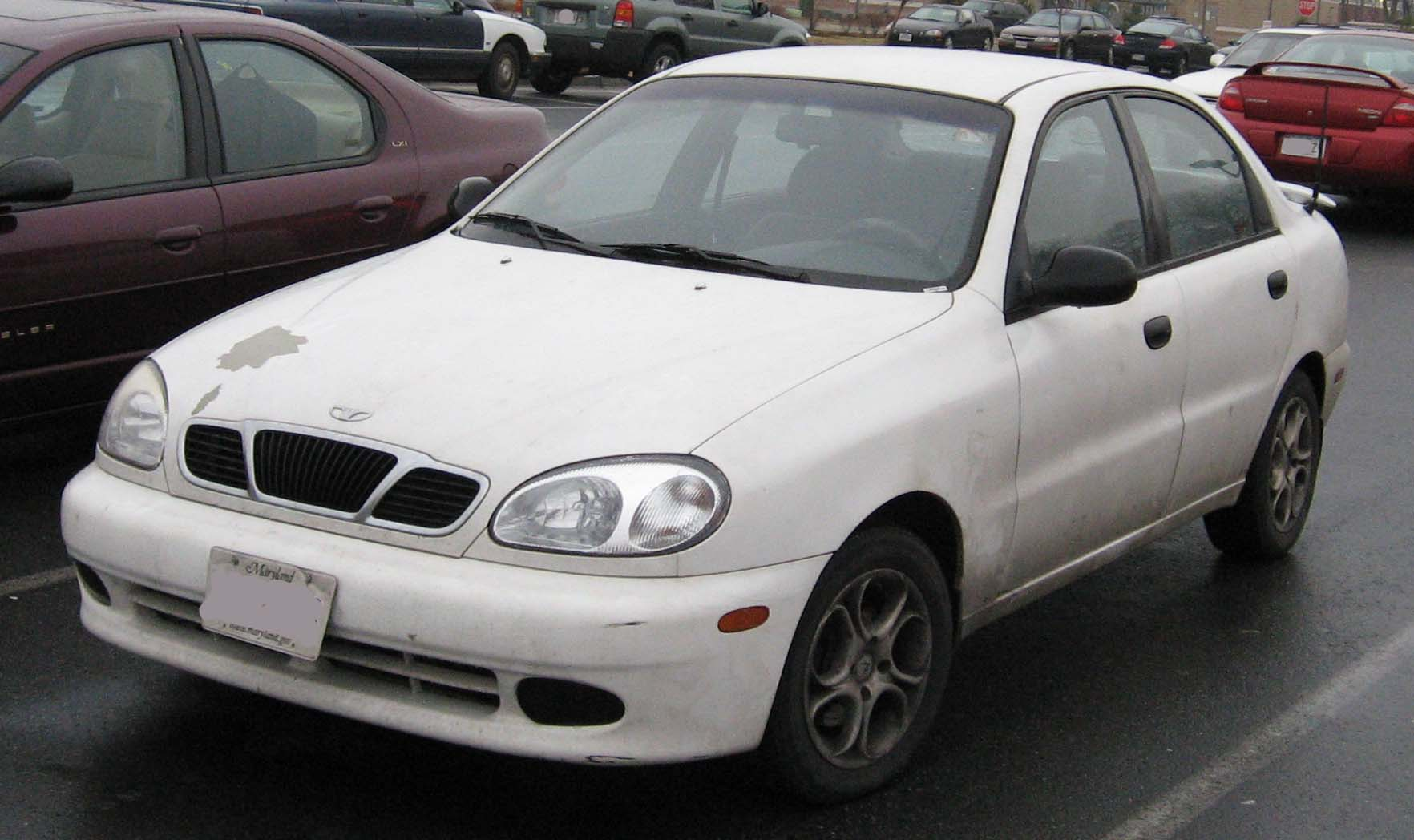
Daewoo Lanos

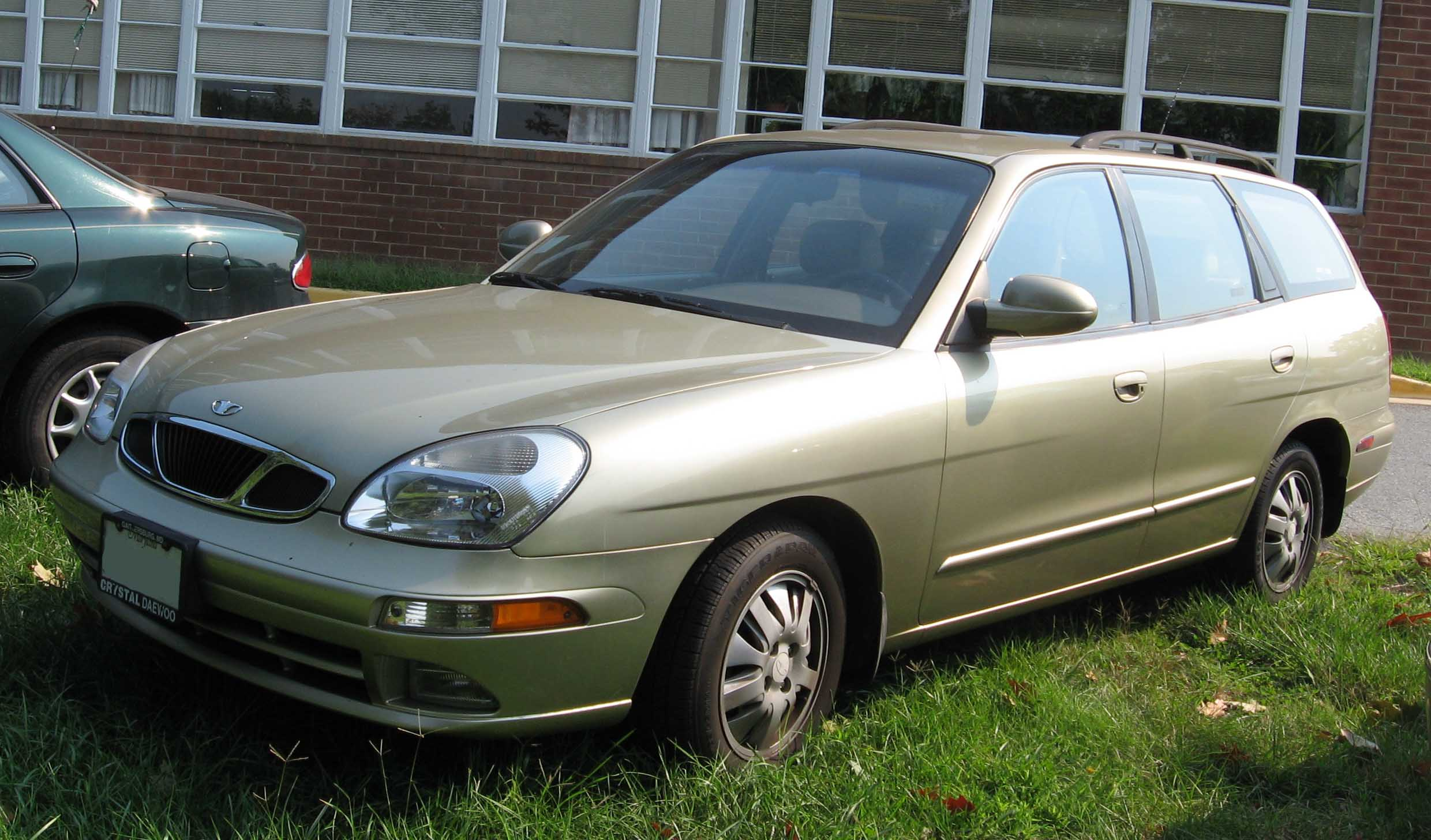
Daewoo Nubira Wagon

Na fali ekspansji na rynkach globalnych, Daewoo wkroczyło także na przełomie 1997 i 1998 roku także do Stanów Zjednoczonych oraz Kanady. Do sprzedaży trafiły trzy modele: Lanos, Nubira oraz Leganza, które otrzymały charakterystyczne wizualne cechy typowe dla tutejszych wymogów prawnych, jak m.in. większe przednie kierunkowskazy.
Po 5 latach rynkowej obecności General Motors zdecydowało się wycofać Daewoo z Ameryki Północnej w 2002 roku. Sprawa wywołała duże kontrowersje wśród lokalnych dealerów i dotychczasowych nabywców, zarzucając pozostawienie ich bez wsparcia i odpowiednich informacji z dnia na dzień.

### Historyczne
- Lanos (1997–2002)
- Leganza (1997–2002)
- Nubira (1997–2002)

## Daewoo w Australii

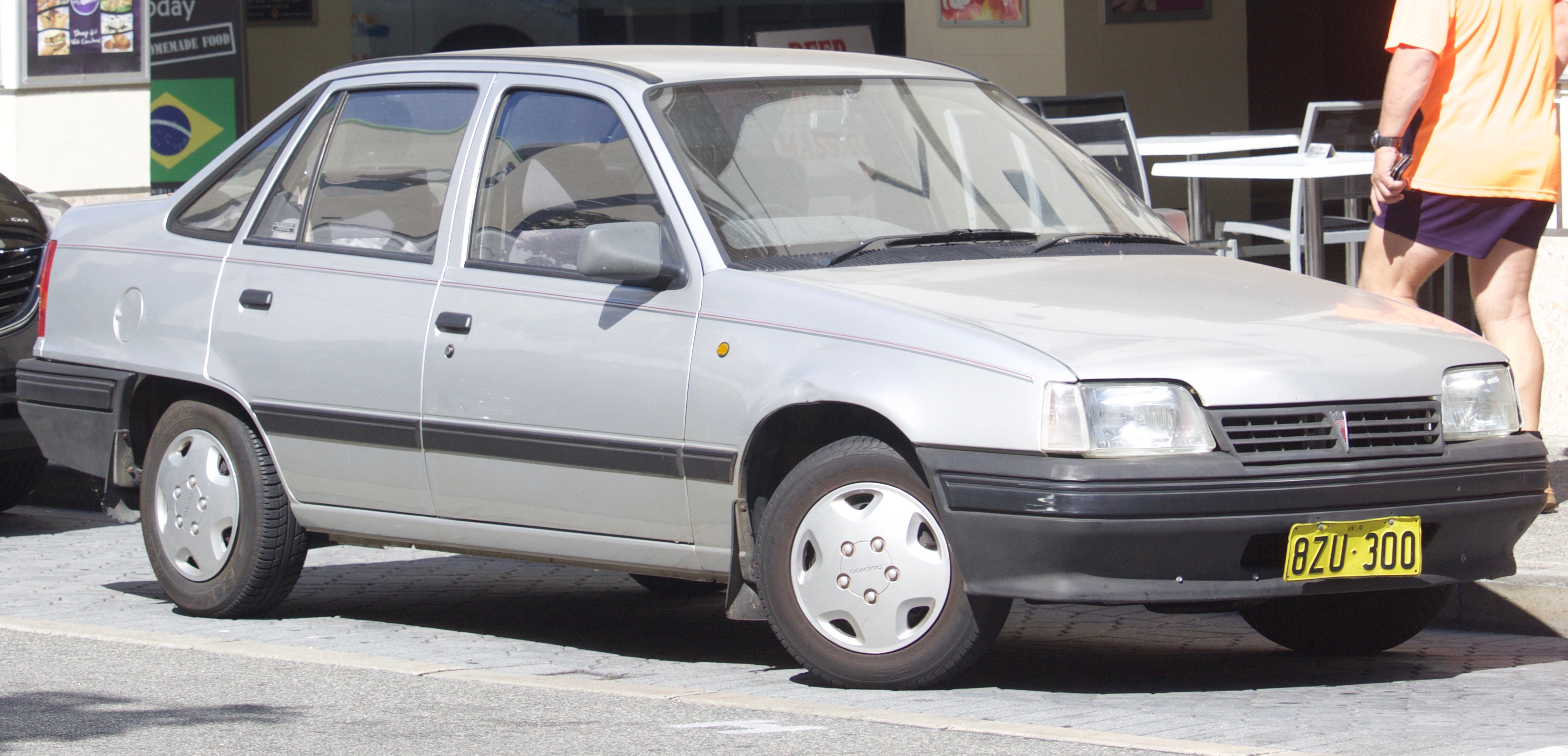
Daewoo 1.5i

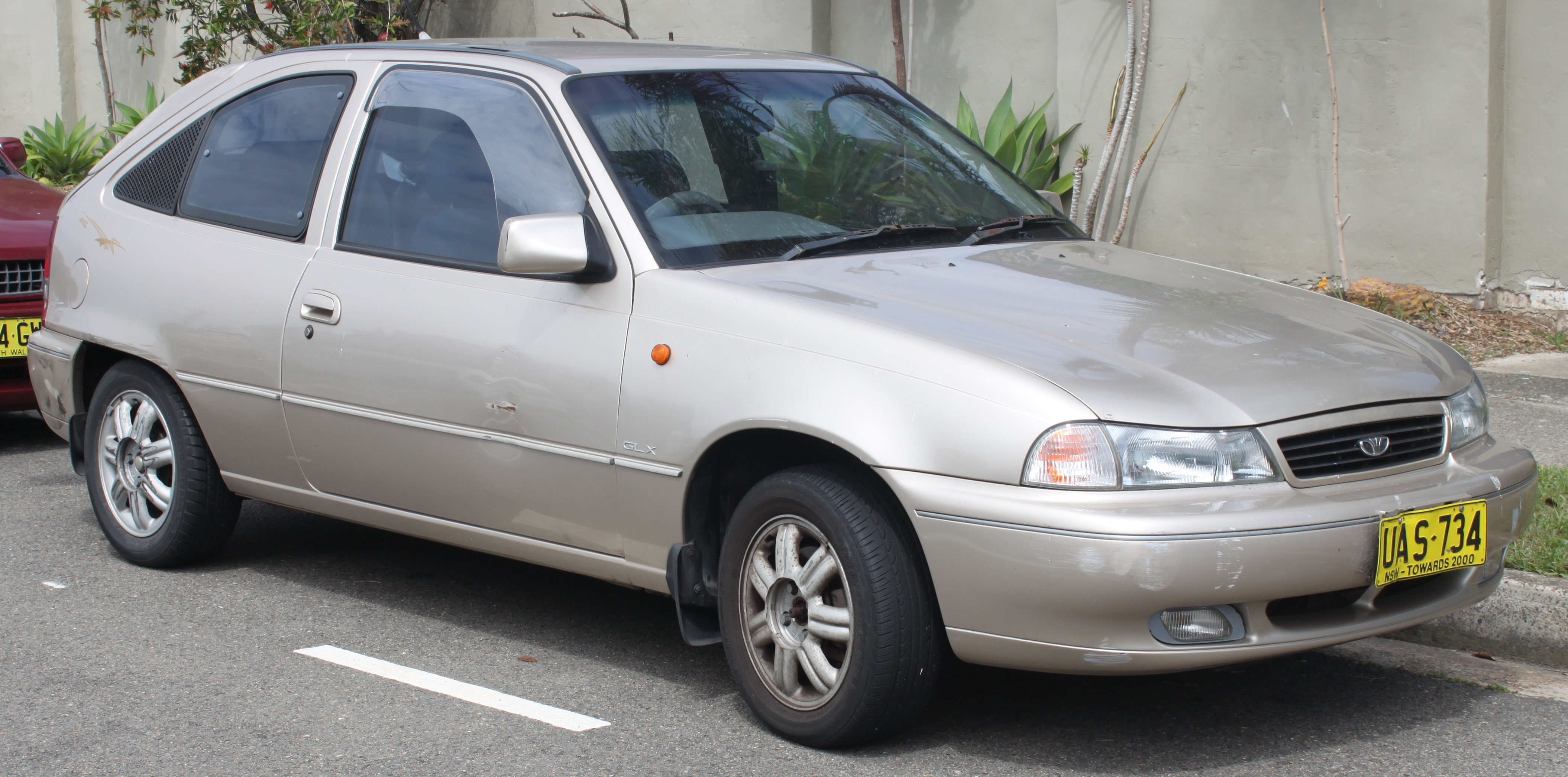
Daewoo Cielo

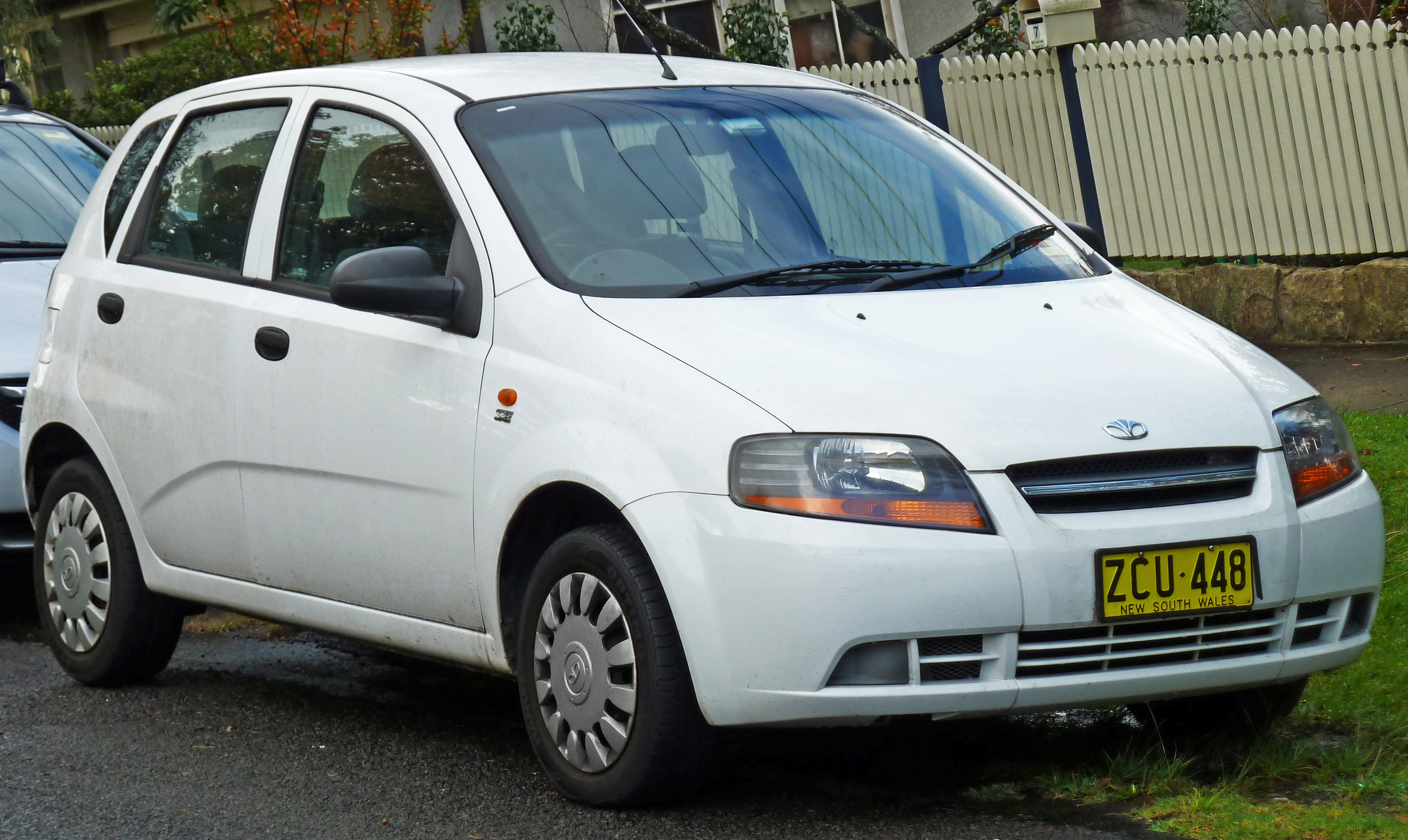
Daewoo Kalos

Za pośrednictwem modelu 1.5i będącego lokalną odmianą Daewoo Racer, południowokoreański producent wkroczył także do Australii w 1994 roku. W kolejnych latach tutejsze portfolio producenta było tożsame z gamą w Europie Zachodniej, sprzedając przez kolejne 10 lat 140 tysięcy egzemplarzy różnych modeli Daewoo.
W ramach nowej polityki koncernu General Motors zakładającej ograniczenie rynkowego zasięgu Daewoo Motors, w czerwcu 2004 roku producent opuścił Australię. Modele Kalos i Lacetti zostały włączone w portfolio innej lokalnej marki General Motors, Holdena.

### Historyczne
- 1.5i (1994–1995)
- Cielo (1995–1997)
- Lanos (1997–2002)
- Leganza (1997–2002)
- Nubira (1997–2002)
- Matiz (1998–2004)
- Tacuma (2000–2004)
- Kalos (2002–2004)
- Lacetti (2002–2004)
- Lacetti Hatchback (2003–2004)

## Daewoo w Uzbekistanie

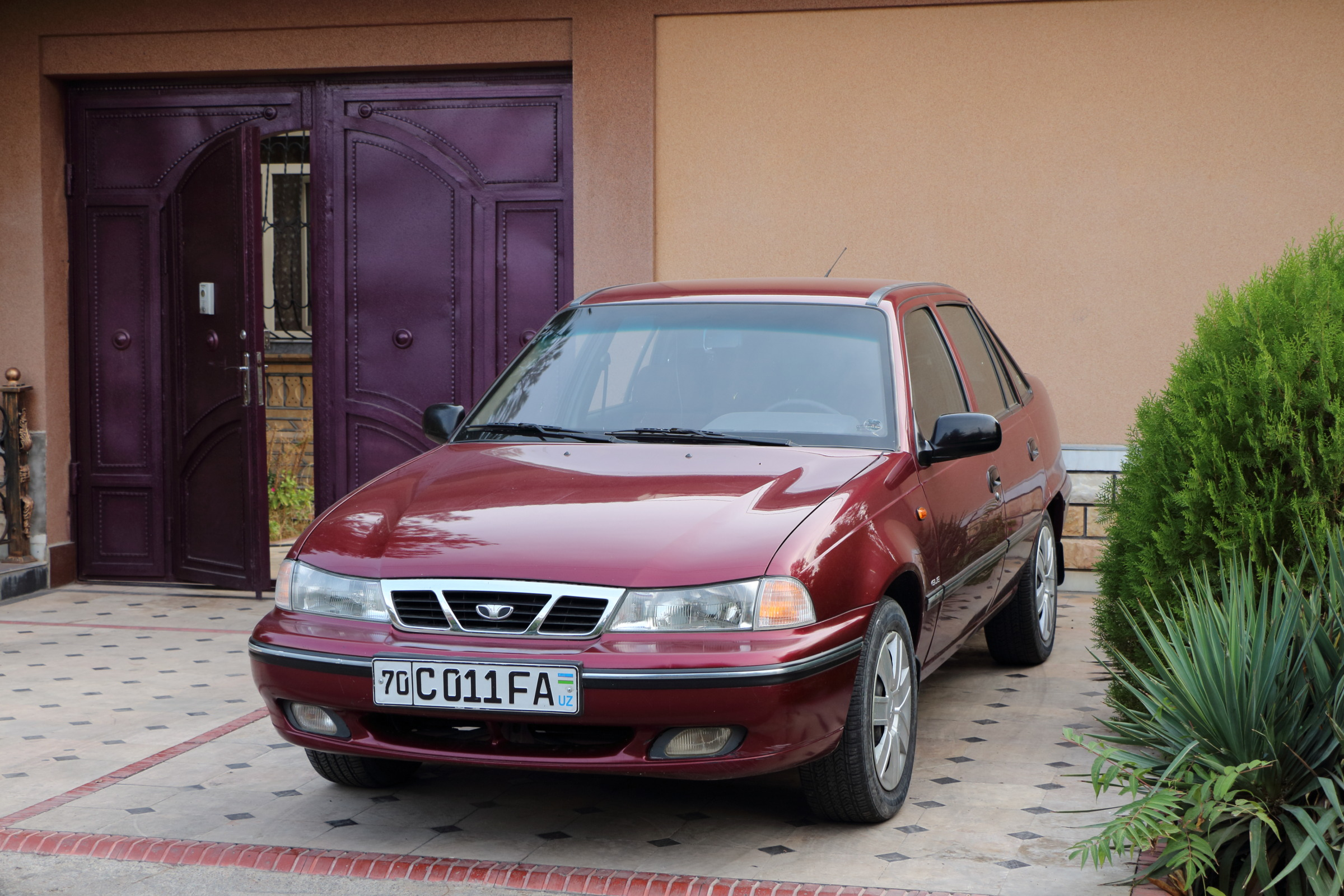
Daewoo Nexia

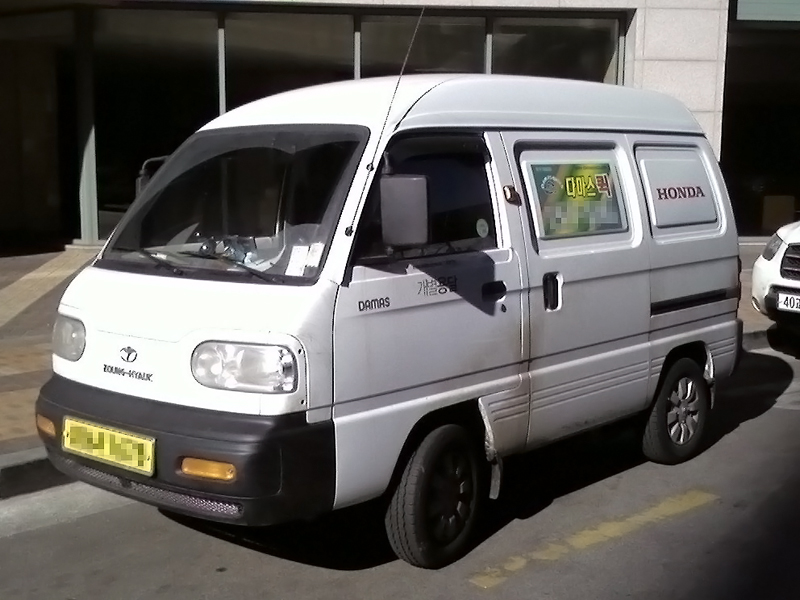
Daewoo Damas

W lipcu 1996 roku Daewoo wkroczyło także do regionu Azji Centralnej, jako centrum operacyjne obierając Uzbekistan, gdzie zawiązano joint venture UzDaewoo. W kolejnych latach portfolio zachowało znacznie skromniejsze rozmiary niż na innych globalnych rynkach, koncentrując się na dopasowanych do lokalnych realiów modelach Nexia, Matiz czy Damas, zapewniając sobie pozycje wieloletniego lidera sprzedaży w Uzbekistanie i jednego z 10. najpopularniejszych producentów w Rosji.
Po przejęciu UzDaewoo przez General Motors, przedsiębiorstwo zachowało nazwę Daewoo, jak i wdrożyło do produkcji pojazdy marki Chevrolet. Ostatnim nowym modelem wprowadzonym do sprzedaży jako Daewoo był sedan Gentra, który trafił do sprzedaży w 2013 roku, a po przemianowaniu go na markę Ravon ostatnim na świecie pojazdem Daewoo została Nexia II eksportowana pod taką nazwą już tylko do Rosji aż do 2016 roku, kiedy to zakończyła się jego produkcja, a wraz z nią – dzieje Daewoo jako marki samochodów osobowych.

### Historyczne
- Tico (1996–2001)
- Labo (1996–2004)
- Nexia (1996–2008)
- Damas (1996–2011)
- Matiz (2001–2015)
- Gentra (2013–2015)
- Nexia II (2008–2016)

## Produkcja/montaż w Polsce
| Model   | Okres produkcji                  | Wielkość produkcji |
| ------- | -------------------------------- | ------------------ |
| Nexia   | listopad 1995 – kwiecień 1998    | 40 880 szt.        |
| Espero  | marzec 1996-1999                 | 20 573 szt.        |
| Tico    | marzec 1996-2001                 | 126 369 szt.       |
| Lanos   | wrzesień 1997 – październik 2008 | 461 665 szt.       |
| Nubira  | październik 1997 – czerwiec 2003 | 35 673 szt.        |
| Leganza | październik 1997 – 2001          | 3 969 szt.         |
| Korando | wrzesień 1998 – 2001             | 123 szt.           |
| Musso   | wrzesień 1998 – 2001             | 958 szt.           |
| Matiz   | grudzień 1998 – luty 2007        | 152 363 szt.       |
| Tacuma  | listopad 2000 – grudzień 2001    | 427 szt.           |

## Inne pojazdy Daewoo

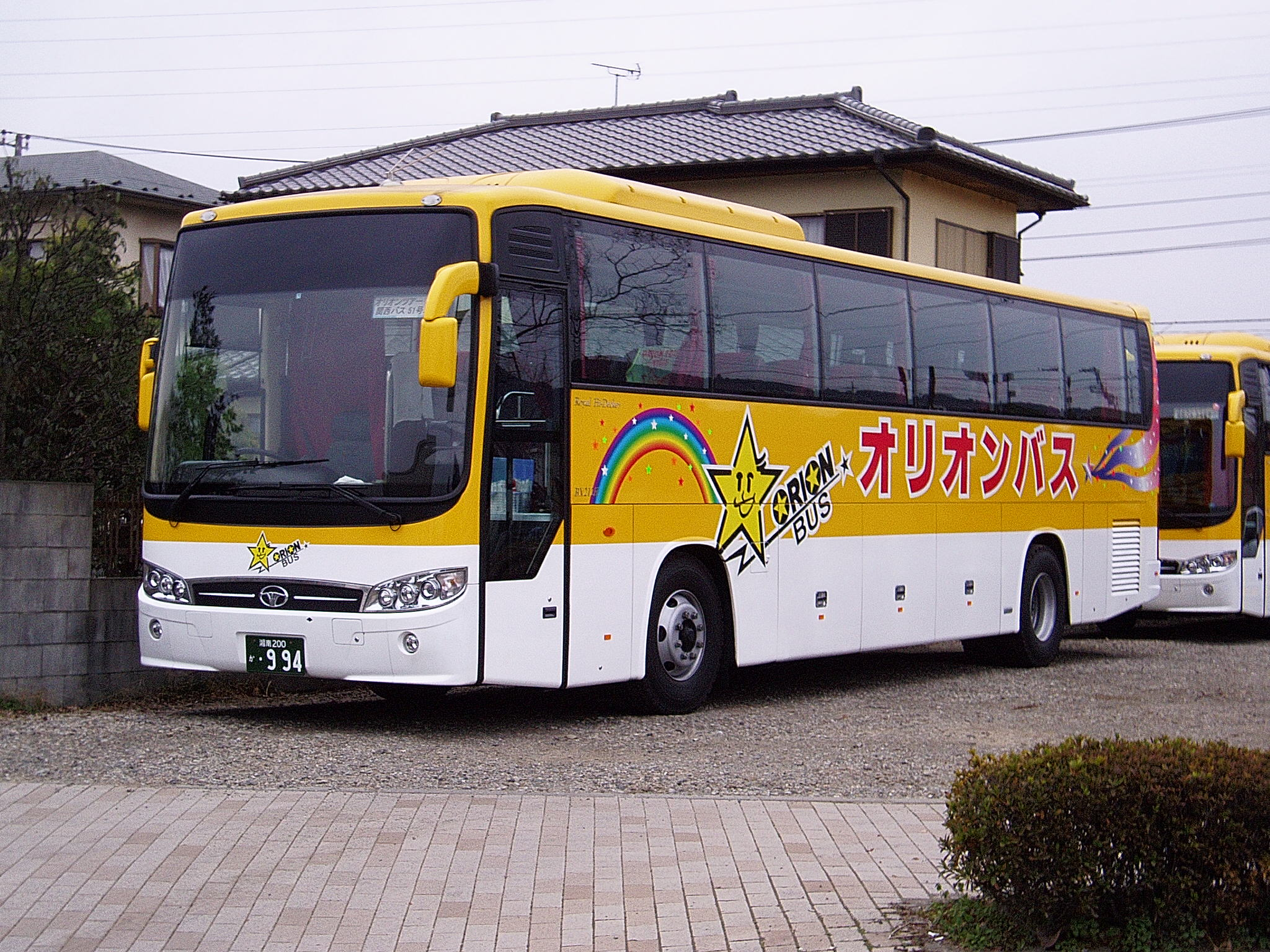
Daewoo Bus BX212

### Autobusy
Równolegle z powstaniem Daewoo Motors, dotychczas produkowane przez Saehan Motors autobusy przyjęły również markę Daewoo. Między 1994 a 1999 rokiem do produkcji tego typu pojazdów oddelegowano oddzielne przedsiębiorstwo Daewoo Heavy Industry, które po bankructwie Daewoo Group przemianowano na Daewoo Motor Company. W 2002 roku filię wydzielono jako Daewoo Bus, a w 2013 roku zmieniła ona nazwę na Zyle Daewoo Commercial Vehicle.

### Ciężarówki
W latach 80. i 90. XX wieku Daewoo produkowało także samochody ciężarowe w kooperacji z japońskim Isuzu, dywersyfikując gamę pojazdów filii Daewoo Motors. Po bankructwie Daewoo Group, w 2002 roku wydzielono samodzielną spółkę o nazwie Tata Daewoo Commercial Vehicle, którą nabył ostatecznie indyjski koncern Tata Motors.